# EAST ASIA
『EAST ASIA』（イーストエイジア）は、日本のシンガーソングライターである中島みゆきの20作目のオリジナル・アルバム。
1992年10月7日にポニーキャニオンのAARD-VARKレーベルから、CDおよびAPO-CD、CTの3形態でリリースされた。

## 構成
フジテレビ系テレビドラマ『親愛なる者へ』（1992年）の主題歌として発売され、ミリオンセラーを記録した「浅い眠り」や、「夜会」のテーマ曲である「二隻の舟」が収録されている。

## チャート成績と受賞
1992年10月19日付けおよび10月26日付けのオリコンアルバムチャートにて2週連続最高2位となり、売り上げ枚数は同年11月23日付けで26.4万枚となった。その後同チャートの登場回数は15回となり、最終的な売り上げ枚数は32.4万枚となった。また、APO-CD盤は最高位8位の登場回数3回となり、売り上げ枚数は3.3万枚となった。その他、1992年度の『第34回日本レコード大賞』にて、ポップス・ロック部門優秀アルバム賞を受賞した。

## 再発盤
2001年5月23日にヤマハミュージックコミュニケーションズから再発売されたほか、2008年11月5日には初回限定盤のみ紙ジャケット仕様にて再発売された。本作のポニーキャニオン盤は既に廃盤となっているが、本作を含んだ通販限定CDボックスは、ポニーキャニオンショッピングクラブにて販売中である。

## 収録曲

### CD
| 全作詞・作曲: 中島みゆき、全編曲: 瀬尾一三、ストリングスアレンジ: David Campbell（#1のみ）。 |                          |            |            |      |
| #                                                                                            | タイトル                 | 作詞       | 作曲・編曲 | 時間 |
| 1.                                                                                           | 「EAST ASIA」            | 中島みゆき | 中島みゆき | 6:49 |
| 2.                                                                                           | 「やばい恋」             | 中島みゆき | 中島みゆき | 4:39 |
| 3.                                                                                           | 「浅い眠り」             | 中島みゆき | 中島みゆき | 5:22 |
| 4.                                                                                           | 「萩野原」               | 中島みゆき | 中島みゆき | 6:35 |
| 5.                                                                                           | 「誕生」                 | 中島みゆき | 中島みゆき | 6:50 |
| 6.                                                                                           | 「此処じゃない何処かへ」 | 中島みゆき | 中島みゆき | 4:49 |
| 7.                                                                                           | 「妹じゃあるまいし」     | 中島みゆき | 中島みゆき | 4:39 |
| 8.                                                                                           | 「二隻の舟」             | 中島みゆき | 中島みゆき | 8:13 |
| 9.                                                                                           | 「糸」                   | 中島みゆき | 中島みゆき | 5:08 |
| 合計時間:                                                                                    | 合計時間:                | 53:04      |            |      |

### カセットテープ
| 全作詞・作曲: 中島みゆき、全編曲: 瀬尾一三、ストリングスアレンジ: David Campbell（#1のみ）。 |               |            |            |      |
| #                                                                                            | タイトル      | 作詞       | 作曲・編曲 | 時間 |
| 1.                                                                                           | 「EAST ASIA」 | 中島みゆき | 中島みゆき | 6:49 |
| 2.                                                                                           | 「やばい恋」  | 中島みゆき | 中島みゆき | 4:39 |
| 3.                                                                                           | 「浅い眠り」  | 中島みゆき | 中島みゆき | 5:22 |
| 4.                                                                                           | 「萩野原」    | 中島みゆき | 中島みゆき | 6:35 |
| 5.                                                                                           | 「誕生」      | 中島みゆき | 中島みゆき | 6:50 |
| 合計時間:                                                                                    | 合計時間:     | 30:15      |            |      |

| 全作詞・作曲: 中島みゆき、全編曲: 瀬尾一三。 |                          |            |            |      |
| #                                            | タイトル                 | 作詞       | 作曲・編曲 | 時間 |
| 6.                                           | 「此処じゃない何処かへ」 | 中島みゆき | 中島みゆき | 4:49 |
| 7.                                           | 「妹じゃあるまいし」     | 中島みゆき | 中島みゆき | 4:39 |
| 8.                                           | 「二隻の舟」             | 中島みゆき | 中島みゆき | 8:13 |
| 9.                                           | 「糸」                   | 中島みゆき | 中島みゆき | 5:08 |
| 合計時間:                                    | 合計時間:                | 22:49      |            |      |

## 楽曲解説
1. EAST ASIA
  - 中島は「地球のどこが東かなんて、実は誰にも言えない」という考え方が馬鹿らしいと踏まえた上で、自分たちの「毛色」とは何であるかを問いかける歌として本作を制作したと述べている[5]。
2. やばい恋
  - 中島は「誰かに腕を引っ張られて、判断する間もなく引き込まれるようにする恋」を表現した曲であると述べている[5]。
  - 中島は、結構前からやりたかった歌と語っており、レコーディングの際「舌が回んなくて大変だった。もつれちゃいそうだった」と語っており、できるまで早口言葉の練習をしたという[8]。
3. 浅い眠り
  - フジテレビ系ドラマ『親愛なる者へ』主題歌[4]。中島は同ドラマでは女医役で出演もしている。
  - フェードアウトがシングル版より短い。
4. 萩野原
  - 前年行われた「夜会Vol.3 KAN（邯鄲）TAN」にて一足早く発表されている[5]。「夜会」においては中島自身が少年の格好で歌唱しておりそれに合わせたアレンジとなっていたが、本作においては本来のシチュエーションとしてアレンジを変更して歌唱している[5]。
5. 誕生
  - 中島は本曲のテーマとして、「この曲でいちばん言いたかったのは、生まれてくる新しい命に“ウェルカム!”っていうこと」と述べている[5]。
  - アルバムの収録曲の中で、最初にレコーディングが行われた[9]。
  - 東宝映画『奇跡の山－さよなら、名犬平治－』（1992年）主題歌。
6. 此処じゃない何処かへ
  - 「もっといいところ、どこかにないかなぁって」と思う気持ちは誰しもが持っている気持ちであると中島は述べ、「ここで駄目なら別のところにいこうって考え方、もとから私にはある」とも述べている[5]。
7. 妹じゃあるまいし
  - 中島は曲タイトルのようなセリフを肩を叩いて「カラッと言いたい」と述べ、そのイメージに合わせたためアレンジも「カラッとした音」になっていると述べている[5]。
  - 中島は、レコーディングの際「自分でコーラスやって合わせるのに苦労した。杉本さん、坪倉さんに足を向いて寝れないようにしようとしみじみ思った」と語っている[10]。
8. 二隻の舟
  - 中島は一度は本曲の全体像をレコード化したかったために本作に収録したと述べている[5]。
  - 「夜会」主題歌で、「二隻」の読みは音訓表外の「にそう」。後に、23作目のアルバム『10 WINGS』（1995年）においてアレンジを変えてセルフカバーされた。
  - 東映映画『霧の子午線』（1996年）主題歌。
  - フジテレビ系テレビドラマ『海峡を渡るバイオリン』（2004年）主題歌[11]。
9. 糸
  - 中島は本曲では男女の発想の違いをテーマにしたと述べ、女性である中島は女性同士の会話の方が気楽ではあるが、そこに全く異なる男性同士の会話を混ぜることで発想が膨らむのではないかと考えて制作したと述べている[5]。
  - 元々は1992年に天理教4代目真柱中山善司（当時は真柱継承者）の結婚の際にそれを祝うために作詞・作曲された曲である[12]。TBS系テレビドラマ『聖者の行進』（1998年）のもう一つの主題歌として採用され、シングル「命の別名」の両A面としてリカットされた。

## 演奏者
- Vocals：中島みゆき

| EAST ASIA - Drums：山木秀夫 - E.Bass：富倉安生 - E.Guitars：今剛 - Pedal Steel Guitar：今剛 - A.Piano：倉田信雄 - Keyboards：倉田信雄 - Programmer：瀬尾一三・浦田恵司(EMU) - Strings：Syd Page Group - Backup Vocal：アキヤ - Background Vocals：Raven Kane, Julia Waters, Maxine Waters やばい恋 - E.Guitars：今剛 - Keyboards：倉田信雄 - Programmer：瀬尾一三・浦田恵司(EMU) - Alto Sax：古村敏比古 浅い眠り - Drums Programmer：青山純 - Synth.Bass：倉田信雄 - E.Guitars：今剛・土方隆行 - A.Piano：倉田信雄 - Keyboards：倉田信雄 - Programmer：瀬尾一三・浦田恵司(EMU) - Backup Vocal：中島みゆき 萩野原 - Drums：島村英二 - E.Bass：富倉安生 - Keyboards：倉田信雄 - Programmer：瀬尾一三・森達彦(HAM)・浦田恵司(EMU) 誕生 - Drums：山木秀夫 - E.Bass：高水健司 - E.Guitars：今剛 - A.Guitars：吉川忠英 - A.Piano：エルトン永田 - Keyboards：エルトン永田・中西康晴 - Programmer：瀬尾一三・浦田恵司(EMU) - Strings：斉藤ネコ Group - BackGround Vocals：杉本和世・山内洋子・瀬尾一三 | 此処じゃない何処かへ - Drums：山木秀夫 - E.Bass：美久月千晴 - E.Guitars：今剛 - A.Piano：中西康晴 - Keyboards：倉田信雄 - Programmer：瀬尾一三・浦田恵司(EMU) - Backup Vocal：坪倉唯子・和田惠子 妹じゃあるまいし - Drums：山木秀夫 - Synth.Bass：倉田信雄 - Guitars：鈴木茂 - A.Piano：倉田信雄 - Keyboards：倉田信雄 - Programmer：瀬尾一三・浦田恵司(EMU) - Backup Vocal：中島みゆき・瀬尾一三 二隻の舟 - Drums：島村英二 - E.Bass：富倉安生 - E.Guitars：鈴木茂 - A.Guitars：吉川忠英 - A.Piano：倉田信雄 - Percussion：斉藤ノブ - Keyboards：倉田信雄 - Programmer：中山信彦(Z's)・浦田恵司(EMU) - Strings：Joe's Group - Featuring & Background Vocals：杉本和世・坪倉唯子 糸 - Drums：山木秀夫 - E.Bass：富倉安生 - A.Piano：倉田信雄 - Keyboards：倉田信雄 - Programmer：瀬尾一三・浦田恵司(EMU) - BackGround Vocals：Raven Kane, Julia Waters, Maxine Waters・中島みゆき |

## リリース履歴
| No. | 日付          | レーベル                               | 規格         | 規格品番                         | 最高順位  | 備考             |
| --- | ------------- | -------------------------------------- | ------------ | -------------------------------- | --------- | ---------------- |
| 1   | 1992年10月7日 | ポニーキャニオン／AARD-VARK            | CD APO-CD CT | PCCA-00397 PCCA-00398 PCTA-00146 | 2位 8位 - |                  |
| 2   | 2001年5月23日 | ヤマハミュージックコミュニケーションズ | CD           | YCCW-00023                       | -         |                  |
| 3   | 2008年11月5日 | ヤマハミュージックコミュニケーションズ | CD           | YCCW-10072                       | -         | 紙ジャケット仕様 |